# غونزالو فيسنتي
غونزالو فيسنتي (بالإسبانية: Gonzalo Vicente)‏ (22 ديسمبر 1979 بمونتفيدو في الأوروغواي - ) هو لاعب كرة قدم أوروغواني في مركز الدفاع. لعب مع بنيارول وريال بلد الوليد ومونتيفيديو واندررز ونادي راسينغ مونتيفيديو ونادي فينيزيا ونادي قادش ونادي ليفربول والتانك سيلي وWanderers F.C. ‏.

## وصلات خارجية
- غونزالو فيسنتي على موقع قاعدة بيانات كرة القدم.إي يو (الإنجليزية)
- غونزالو فيسنتي على موقع Soccerway.com (الإنجليزية)
- غونزالو فيسنتي على موقع عالم كرة القدم.نت (الإنجليزية)